# Howard Hanson
Howard Harold Hanson (28 d'octubre de 1896 - 26 de febrer de 1981) va ser un compositor, director d'orquestra, pedagog, teòric musical i defensor de la música clàssica nord-americana. Com a director durant 40 anys de l'⁣Eastman School of Music, va construir una escola d'alta qualitat i va oferir oportunitats per encarregar i interpretar música americana. El 1944, va guanyar un Premi Pulitzer per la seva Simfonia núm. 4, i va rebre nombrosos altres premis, inclòs el Premi George Foster Peabody per a l'entreteniment destacat en la música el 1946.

## Primers anys i educació

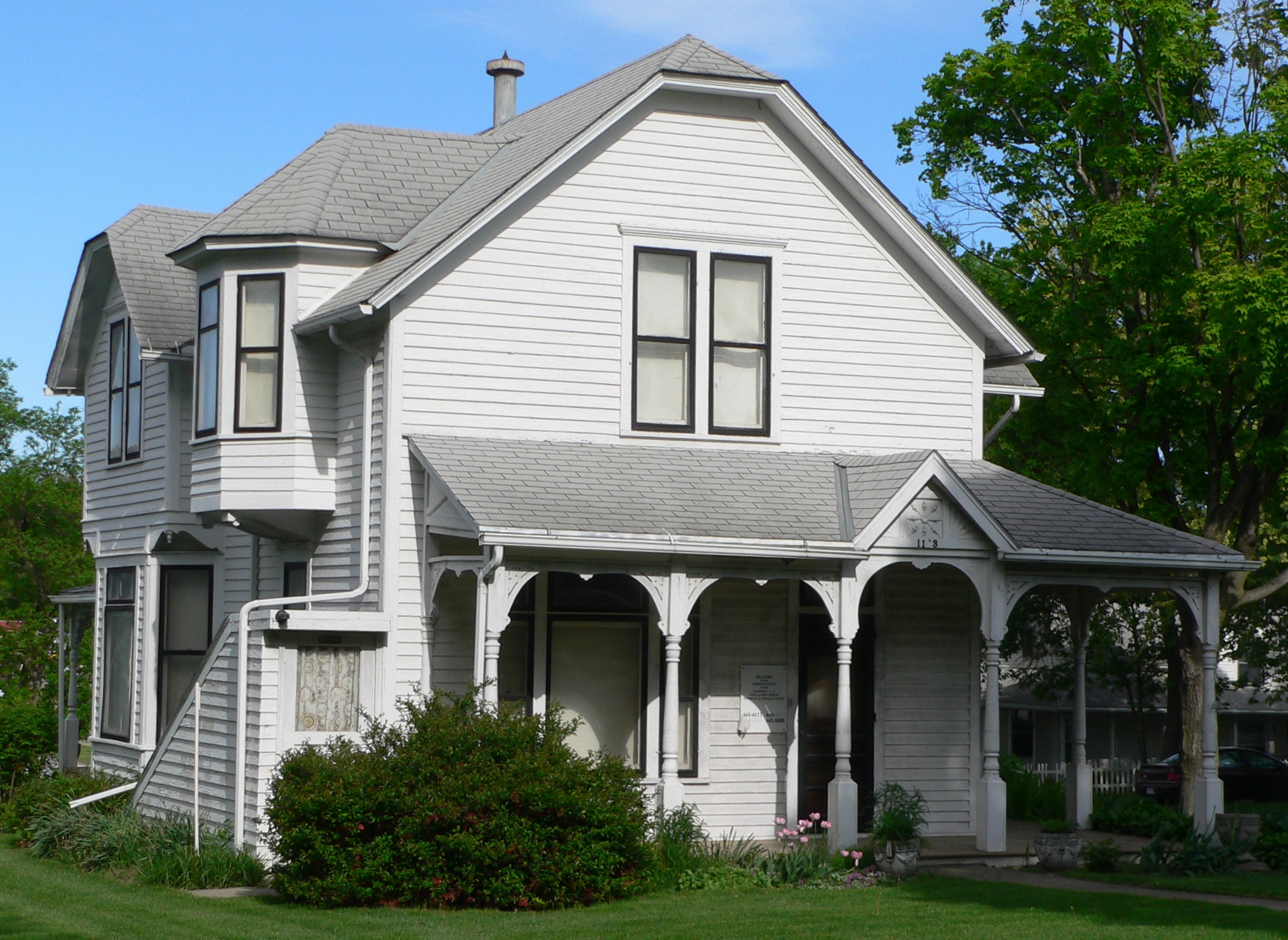
La casa d'infantesa de Hanson a Wahoo, Nebraska, es troba al Registre Nacional de Llocs Històrics.

Hanson va néixer a Wahoo, Nebraska, de pares immigrants suecs, Hans i Hilma (nascuda Eckstrom) Hanson. En la seva joventut va estudiar música amb la seva mare. Més tard, va estudiar al Luther College de Wahoo, on va rebre un diploma el 1911, després a l'Institut d'Art Musical, el precursor de la Juilliard School, a Nova York, on va estudiar amb el compositor i teòric musical Percy Goetschius el 1914.
Després va assistir a la Northwestern University, on va estudiar composició amb l'expert en música d'església Peter C. Lutkin i Arne Oldberg. Hanson també va estudiar piano, violoncel i trombó. Va obtenir la seva llicenciatura en música a Northwestern el 1916, any que va començar la seva carrera docent com a ajudant de professor.

## Carrera
El 1916, Hanson va ser contractat per a la seva primera posició a temps complet com a professor de teoria musical i composició al College of the Pacific a Califòrnia. Tres anys més tard, el col·legi el va nomenar degà del Conservatori de Belles Arts el 1919. El 1920, Hanson va compondre The California Forest Play, la seva primera obra que va rebre atenció nacional. Hanson també va escriure una sèrie d'obres orquestrals i de cambra durant els seus anys a Califòrnia, com ara Concerto da Camera, Symphonic Legend, Symphonic Rhapsody, diverses obres per a piano solista, com Two Yuletide Pieces i la Scandinavian Suite, en les que celebrava la seva herència luterana i escandinava.
El 1921 Hanson va ser el primer guanyador del Premi de Roma de Música (el Premi de Roma de l' Acadèmia Americana), atorgat tant per The California Forest Play per al seu poema simfònic Before the Dawn. Gràcies al premi, Hanson va viure tres anys a Itàlia. Durant la seva estada a Itàlia, Hanson va escriure un Quartet in One Movement, Lux Aeterna, The Lament for Beowulf (orquestració Bernhard Kaun), i la seva Simfonia núm. 1, "Nordic", l'estrena de la qual va dirigir amb l'Orquestra Augusteo el 30 de maig del 1923. Els tres anys que Hanson va passar a la seva beca a l'Acadèmia Americana van ser, considerava, els anys formatius de la seva vida, ja que era lliure de compondre, dirigir sense la distracció de l'ensenyament: podia dedicar-se únicament al seu art. Tot i que Hanson potser no va seguir estudis formals amb Respighi mentre estava a Roma, sembla que va rebre consells d'ell. A més, Respighi va convidar Hanson a assistir als assajos i actuacions dels seus concerts orquestrals. Com a resultat d'aquestes interaccions, Hanson va acreditar a Respighi com una influència significativa en el seu ús de textures i instrumentació orquestrals. També va citar les obres d'altres compositors que el van influenciar mentre estudiava a Roma, com ara: Nikolai Rimski-Kórsakov, Gustav Holst, Giovanni Palestrina i Richard Wagner.
En tornar de Roma, la carrera de director de Hanson es va expandir. Es va estrenar dirigint l'⁣Orquestra Simfònica de Nova York en el seu poema simfònic North and West. A Rochester, Nova York, el 1924, va dirigir la seva Simfonia núm. 1. Aquesta actuació el va portar a l'atenció de George Eastman.

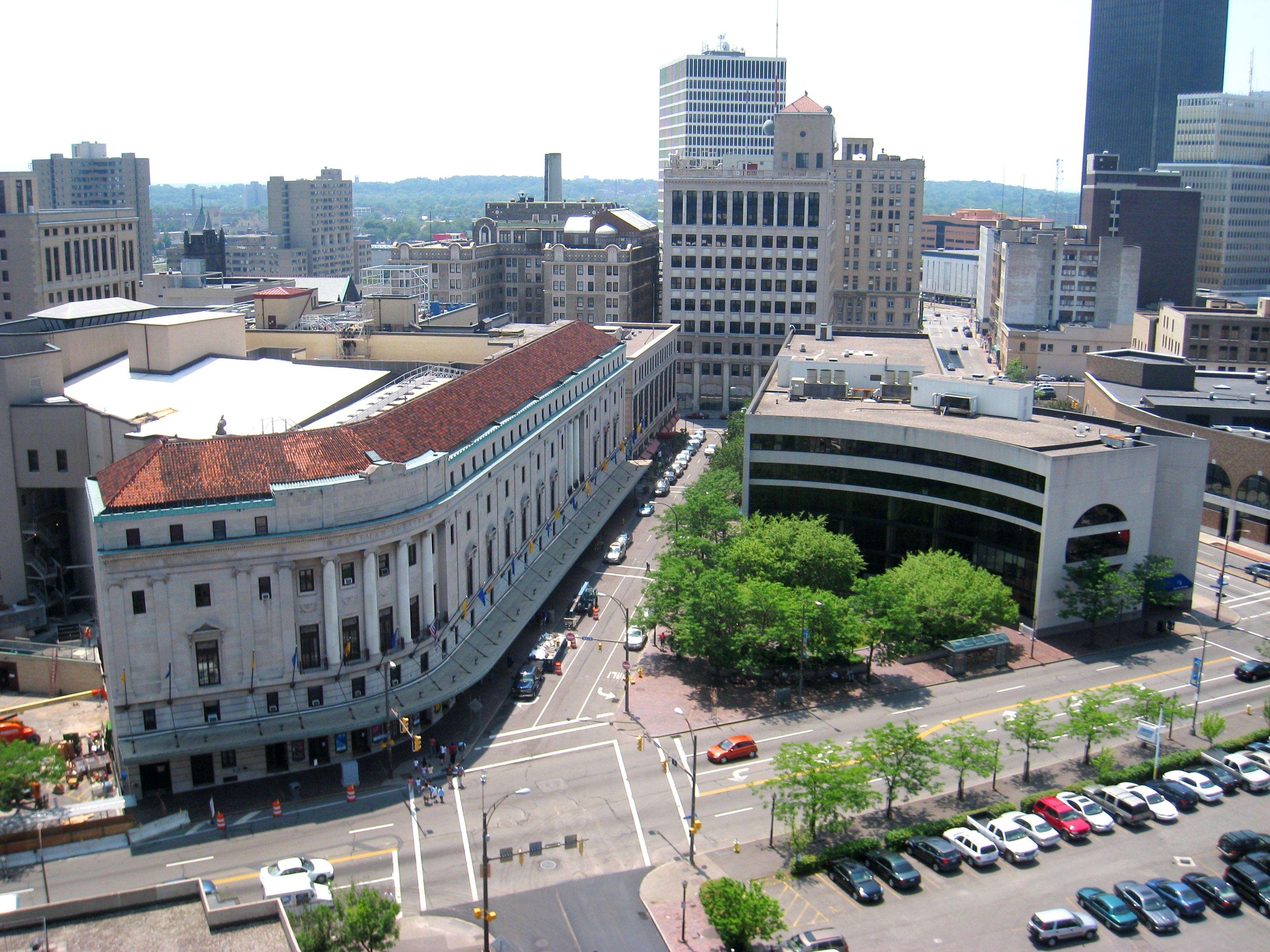
Eastman School of Music - Universitat de Rochester - vista general

El 1924, Eastman va triar Hanson per ser director de l'⁣Eastman School of Music. Eastman, inventor de la càmera Kodak i de la pel·lícula en rotlle, també va ser un gran filantrop, i va utilitzar part de la seva gran riquesa per dotar l'Escola de Música Eastman de la Universitat de Rochester.
Hanson va ocupar el càrrec de director durant quaranta anys, durant els quals va crear una de les escoles de música més prestigioses d'Amèrica. Ho va aconseguir millorant el currículum, incorporant millors professors i perfeccionant les orquestres de l'escola.
El 1925, Hanson va establir els American Composers Orchestral Concerts. Va seguir això el 1931 establint els Festivals anuals de música americana. Els concerts eren gratuïts per al públic i incloïen obres consolidades de compositors nord-americans, així com estrenes de noves composicions: obres orquestrals, música de cambra, música de banda i conjunt de vent, música vocal i de cambra, òpera i ballet. Els concerts del festival van ser molt esperats pel públic de Rochester fins al 1971 i també es van emetre regularment per les xarxes de ràdio nacionals des de l'Eastman Theatre. Els crítics sovint han observat que al llarg d'aquestes quatre dècades "s'ha tocat més música en aquests concerts que a la resta dels Estats Units junts".
L'interès de Hanson per educar el públic en general a través de mitjans innovadors es va fer evident ja el 1938, quan va implicar els talents dels conjunts d'estudiants de l'Escola Eastman per presentar Milestones in the History of Music a la ràdio. Aquesta sèrie setmanal de programes va presentar una enquesta àmplia de la història de la música occidental que es va emetre localment a Rochester, Nova York, a WHAM i a escala nacional a l'NBC Red Network. En reconeixement d'aquests esforços, el 1946 es va atorgar el Peabody Award per un servei excepcional a la música a Hanson, l'Eastman School i WHAM. Hanson també va contractar els seus grups d'estudiants per presentar una sèrie similar per a la cadena de ràdio CBS que va anomenar Milestones in American Music. Aquesta sèrie presentava música orquestral, coral i de cambra composta per vuitanta-dos compositors nord-americans des de mitjans del segle XIX fins a l'època moderna. Com el mateix Hanson va indicar, aquest va ser "el primer intent de presentació bastant completa de la imatge americana a la música".
Més tard, el 1939, va fundar l'⁣Eastman-Rochester Orchestra, que estava formada per primers intèrprets de l'⁣Orquestra Filharmònica de Rochester, professors de l'Eastman School of Music i estudiants seleccionats de l'Eastman School. Durant trenta anys, de 1939 a 1969, Hanson va realitzar més d'un centenar d'enregistraments per a RCA Victor, Mercury Records i Columbia Records amb l'Eastman-Rochester Orchestra, no només d'obres pròpies, sinó també d'altres compositors nord-americans com: Charles Ives, Wayne Barlow, John Alden Carpenter, Charles Tomlinson Griffes, Alan Hovhaness, Homer Keller, John Knowles Paine, Burrill Phillips, Walter Piston, Bernard Rogers, Roger Sessions, Leo Sowerby i William Grant Still. Hanson va estimar que es van estrenar més de 2.000 obres de més de 500 compositors nord-americans durant el seu mandat a l'Eastman School.
Per celebrar el 50è aniversari de l'⁣Orquestra Simfònica de Boston, Serge Koussevitzky li va encarregar la Simfonia núm. 2<i id="mwqg">, la "Romantic"</i>, i la va estrenar el 28 de novembre de 1930. Aquesta obra es convertiria en la més coneguda de Hanson. Un dels seus temes s'interpreta al final de tots els concerts a l'⁣Interlochen Center for the Arts. Ara conegut com el "Tema d'Interlochen", és dirigit per un estudiant concertista després que el director destacat hagi abandonat l'escenari. Tradicionalment, cap aplaudiment segueix la seva actuació. També és àmpliament conegut pel seu ús a l'escena final i als crèdits finals de la pel·lícula de 1979 de Ridley Scott Alien.
D'alguna manera, l'òpera Merry Mount (1934) de Hanson es pot considerar la primera òpera totalment nord-americana. Va ser escrita per un compositor nord-americà i un llibretista nord-americà sobre una història nord-americana, i es va estrenar amb un repartiment majoritàriament nord-americà al Metropolitan Opera de Nova York el 1934. L'Òpera va rebre cinquanta obertures de cortina a la seva estrena al Met, un rècord que encara es manté.
Frederick Fennell, director de l'⁣Eastman Wind Ensemble, va descriure la primera composició de la banda de Hanson, el 1954 Chorale and Alleluia com "la peça musical més esperada que s'ha escrit per a una banda de vent en els meus vint anys com a director en aquest camp". Chorale and Alleluia segueix sent una peça obligatòria per a bandes de secundària a la llista de repertori de l'Associació de Música de l'Escola de Nova York.
Durant les dècades de 1950 i 1960, Howard Hanson va continuar adaptant tècniques innovadores en un esforç per educar un públic el més gran possible, fins i tot quan van sorgir canvis revolucionaris en els mitjans de comunicació als Estats Units. Per exemple, va col·laborar amb la Fundació Ford durant aquest període per tal de produir una sèrie de pel·lícules de televisió sobre composició. També va ser membre del Grup d'assessorament musical de l'⁣American National Theatre and Academy juntament amb Virgil Thomson, William Schuman i Milton Katims. Aquest panell estava format per compositors i acadèmics destacats que van avaluar els candidats al programa de Presentacions Culturals del Departament d'Estat. Els músics que van ser acceptats en aquest programa van representar les iniciatives de diplomàcia cultural dels Estats Units en sales de concerts de tot el món durant la Guerra Freda. Més tard, a la dècada de 1960, també va acollir i dirigir la Filharmònica de Los Angeles en diverses sèries de concerts per a joves per a escolars de la zona de Los Angeles. El 1960, Hanson també va publicar el llibre Harmonic Materials of Modern Music (1960).
Després de la seva jubilació com a director de l'Eastman School of Music el 1964, Hanson va ser nomenat primer director del recentment establert Institute for American Music a la Universitat de Rochester. En aquest nou paper, Hanson va continuar els seus esforços per fomentar la comprensió i l'apreciació generalitzades de la música americana mitjançant actuacions, publicacions i enregistraments. Els fons per al funcionament de l'institut van sortir en gran part dels drets d'autor generats per composicions i enregistraments executats per Hanson durant el seu mandat a l'escola Eastman. Després de la seva mort el 1981, l'esposa de Hanson, Peggy, va assumir les seves responsabilitats a l'institut fins que va morir el 1996. S'ha observat que gairebé tots els compositors nord-americans des de la Primera Guerra Mundial estan en deute d'alguna manera amb Howard Hanson pels seus esforços per educar el públic i les generacions futures de músics professionals sobre la música americana.
Hanson va ser elegit president de l'Associació Nacional de Professors de Música de 1929 a 1930, membre de l'Institut Nacional d'Arts i Lletres el 1935 i president de l'Associació Nacional d'Escoles de Música de 1935 a 1939. De 1946 a 1962, va ser actiu a l'Organització de les Nacions Unides per a l'Educació, la Ciència i la Cultura (UNESCO). La mateixa UNESCO li va encarregar la Pastorale per a oboè i piano, i la Pastorale per a oboè, cordes i arpa, per a la conferència de París de 1949 de l'organisme mundial.
Durant la seva carrera, Hanson també va exercir com a director convidat per a diverses orquestres principals, com ara la Filharmònica de Nova York, l'⁣Orquestra Simfònica de Boston i l'Orquestra Simfònica de l'NBC. També va ser director habitual de l'Orquestra Filharmònica de Rochester a l'⁣Eastman Theatre de Rochester, Nova York. A més, va ser el fundador de l'orquestra Eastman Philharmonia de l'Eastman School of Music. Aquest conjunt estava format per estudiants de classe superior d'elit de l'Eastman School of Music i es va destacar per der concerts a tot el país. Sota el lideratge de Hanson, va ser seleccionat per participar en el programa d'intercanvi cultural internacional del Departament d'Estat dels Estats Units durant la temporada 1961-1962. Hanson va portar l'Eastman Philharmonia en una gira europea que va passar per París, El Caire, Moscou i Viena, entre altres ciutats. La gira va mostrar el creixement de la música americana seriosa per a Europa i l'Orient Mitjà. Les actuacions de Hanson amb l'orquestra van rebre elogis de la crítica a trenta-quatre ciutats i setze països d'Europa, Orient Mitjà i Rússia.

## Matrimoni
Hanson va conèixer Margaret Elizabeth Nelson a la casa d'estiueig dels seus pares al llac Chautauqua a la institució Chautauqua de Nova York. Hanson li va dedicar la Serenata per a flauta, arpa i cordes; la peça era la seva proposta de matrimoni musical, ja que no trobava les paraules apropiades per proposar-la. Es van casar el 24 de juliol de 1946, a la mateixa casa on s'havien conegut per primera vegada.

## Llegat i honors
- Hanson va ser un iniciat de dos capítols de la fraternitat Phi Mu Alpha Sinfonia : el capítol Iota a la Northwestern University el 1916 i el capítol Alpha Nu a Eastman el 1928. Va ser reconegut com a membre honorari nacional el 1930, i va rebre el premi Charles E. Lutton Man of Music a la convenció nacional de Cincinnati, Ohio el 1954.[37]
- Després de compondre Hymn of the Pioneers per celebrar el 300 aniversari del primer assentament suec a Delaware, Hanson va ser seleccionat com a membre de la Reial Acadèmia Sueca el 1938.[1]
- El 1944, Hanson va rebre el premi Pulitzer per a la Simfonia núm. 4, subtitulada Rèquiem.[1]
- El 1945, es va convertir en el primer destinatari del Ditson Conductor's Award pel seu compromís amb la música nord-americana.[1]
- El 1946, Hanson va rebre el premi George Foster Peabody "per una programació d'entreteniment excepcional" per una sèrie que va presentar a l'estació de ràdio WHAM de Rochester, Nova York el 1945.[38][39]
- Hanson va ser elegit membre de l'American Philosophical Society el 1950.[40]
- El 1953, Hanson va ajudar a establir el premi Edward B. Benjamin "per la música calmant i edificant" escrita per estudiants d'Eastman. Cada partitura enviada va ser llegida per Hanson i l'Eastman Orchestra. Els guanyadors del premi Benjamin van aparèixer a l'enregistrament de Hanson Music for Quiet Listening .
- El[ <span title="This claim needs references to reliable sources. (February 2021)">Cita necessària</span> ] 1959, Hanson va guanyar el primer premi de compositor de l'Orquestra Simfònica de Lancaster, que és el premi més antic d'aquest tipus als Estats Units i que es concedeix anualment a un compositor contemporani per l'Orquestra Simfònica de Lancaster, Lancaster, Pennsilvània (establert el 1947). Hanson era amic i col·lega del director fundador de l'Orquestra Simfònica de Lancaster, el difunt Louis Vyner.[41]
- El 1960, Hanson va publicar Harmonic Materials of Modern Music: Resources of the Tempered Scale, un llibre que establiria les bases de la teoria de conjunts musicals. Entre les nombroses nocions considerades hi havia el que Hanson va anomenar la relació isomèrica, ara normalment anomenada relació Z.[30]
- Hanson va formar part de la Junta Directiva de la Conferència Nacional d'Educadors de Música de 1960 a 1964.[30]
- Hanson va ser elegit membre de l'⁣Acadèmia Americana de les Arts i les Ciències el 1961.[42]
- Song of Democracy, de Hanson i sobre un text de Walt Whitman, es va interpretar al concert inaugural per al president entrant dels Estats Units, Richard Nixon, el 1969. Hanson va assenyalar amb orgull que aquest era el primer concert inaugural que només comptava amb música nord-americana.[43]
- En reconeixement dels èxits de Hanson, l'empresa Eastman Kodak va donar 100.000 dòlars en accions a l'Eastman School of Music el 1976. Hanson va estipular que el regal s'utilitzaria per finançar l'Institut de Música Americana..
- Han[ <span title="This claim needs references to reliable sources. (February 2021)">Cita necessària</span> ]son va ser un Distinguished Nebraskans Award Recipient el 1976.[44]

## Cultura popular
Els fragments de la Segona Simfonia de Hanson es van utilitzar per acompanyar diverses seqüències exteriors i els crèdits finals de la pel·lícula de terror de 1979 de Ridley Scott Alien sense el seu permís, però el compositor va decidir no lluitar contra ella als tribunals — van substituir certes seccions de la partitura original de Jerry Goldsmith a instàncies de 20th Century Fox. Aquesta música destacada encara es pot trobar a totes les versions de DVD, Blu-Ray i 4K d'Alien.

## Mort
Hanson va morir a l'Hospital Strong Memorial de Rochester, Nova York, als 84 anys. Li va sobreviure la seva dona Margaret Elizabeth Nelson.

## Estil compositiu
La música de Hanson s'ha descrit com a part del moviment neoromàntic en la música que es va esforçar per continuar les tradicions de l'era romàntica fins al segle xx. La seva Simfonia núm. 2, per exemple, ha estat citada com a manifest neoromàntic. També ha estat identificat per la crítica com el "compositor neoromàntic nord-americà per excel·lència", les composicions del qual van ser concebudes en la gran tradició romàntica d'⁣Antonin Dvorák. A més, les seves primeres simfonies s'han caracteritzat per ser "esplèndidament efusives, magníficament orquestrades, riques en textura harmònica".
També cal assenyalar, però, que les composicions de Hanson incorporaven l'experimentació amb modismes musicals moderns. A més, va fer un ús extensiu d'acords terciaris estesos, ostinati motrius en passatges ràpids i acords triàdics alternats. Diverses de les seves composicions litúrgiques i corals també reflectien temes derivats d'himnes luterans suecs. Elements d'austeritat nòrdica identificats en la seva música també han portat alguns observadors a comparar-lo amb Jean Sibelius.
També s'ha observat que una de les característiques de Hanson com a compositor és la utilització de línies melòdiques que flueixen perfectament d'una manera gairebé improvisada, sense pretensions i molt americana. El compositor i crític David Owens va indicar que Hanson va adoptar clarament l'ús de la bellesa tonal en les seves composicions per tal de donar expressió a un ideal musical conservador. Combinant acuradament el seu ús de la tonalitat amb una comprensió magistral de la profunditat orquestral, Hanson va aconseguir produir composicions que Owen va descriure com a memorables i convincents.
Potser Hanson va descriure millor la seva música quan la va retratar metafòricament "sorgint del sòl del mig oest nord-americà. És música de les planes més que de la ciutat i reflecteix, crec, alguna cosa de les àmplies praderies del meu Nebraska natal."

## Obres
Entre les composicions de Hanson s'inclouen les obres següents:

### Òpera
- Merry Mount (1933)

### Orquestral
- Symphonic Prelude (1916)
- Symphonic Legend (1917)
- Symphonic Rhapsody (1919)
- Before the Dawn, Symphonic Poem (1920)
- Exaltation, Symphonic Poem, Op. 20 (1920)
- Symphony No. 1 in E minor, Op.21 ("Nordic") (1922)
- Lux aeterna, Symphonic Poem for Orchestra with Viola Obbligato, Op. 24 (1923–26)
- Pan and the Priest, Symphonic Poem with Piano Obbligato, Op. 26 (1926)
- Organ Concerto, Op. 27 (1926)
- Simfonia núm. 2 en re bemoll major Op.30 ("Romantic") (1930)
- Suite from the Opera "Merry Mount," Op. 31 (1938)
- Simfonia núm. 3 Op. 33 (1936–38)
- Simfonia núm. 4 Op. 34 ("Requiem") (1943; won Pulitzer Prize)
- Serenade for Flute, Harp and Strings Op. 35 (1945)
- Pastorale for Oboe, Harp and Strings Op. 38 (1949)
- Fantasy-Variations on a Theme of Youth (1951)
- Simfonia núm. 5 Op. 43, "Sinfonia Sacra" (1955)
- Elegy in Memory of Serge Koussevitzky Op.44 (1956)
- Mosaics (1957)
- Summer Seascape (1958)
- Bold Island Suite (1961)
- For the First Time (1963)
- Simfonia núm. 6 (1967)
- Dies Natalis (1967)
- Simfonia núm. 7 ("A Sea Symphony") (1977)
- Ballet Nymphs and Satyr (1979)

### Coral
- A Prayer of the Middle Ages
- North and West, Symphonic poem with Chorus Obligato (1923)
- The Lament for Beowulf, Op. 25 (1925)
- Heroic Elegy for wordless chorus and orchestra (1927)
- Three Songs from Drum Taps (Walt Whitman), Op. 32 for baritone, chorus & orchestra (1935)
- The Cherubic Hymn, Op. 37 for chorus and orchestra (1949)
- How Excellent Thy Name Op. 41, (1952)
- Song of Democracy, Op. 44 (1957) for wind ensemble, string orchestra and SATB Choir
- Song of Human Rights, Op. 49 (1963) (text from the Preamble of the Universal Declaration of Human Rights)
- The One Hundred Fiftieth Psalm (Praise Ye The Lord) for chorus and orchestra (1965)
- The One Hundred Twenty First Psalm for baritone, chorus and orchestra (1968)
- Streams in the Desert for chorus and orchestra (1969)
- The Mystic Trumpeter for narrator, chorus and orchestra (1970)
- New Land, New Covenant oratorio (1976)

### Banda
- Centennial March (1966)
- Chorale and Alleluia (1954)
- Dies Natalis II (1972)
- Laude
- Variations on an Ancient Hymn

### Concertant
- Concerto for Piano and Orchestra in G Major, Op. 36 (1948)
- Concerto for organ, harp & strings in C, Op 22/3 (1921)
- Summer Seascape No.2 for Viola and String Orchestra (1965)

### Cambra
- Quintet in F minor, for 2 Violins, Cello and Piano (1916)
- Concerto da Camera in C Minor for Piano and String Quartet (1917), Op. 7
- String Quartet (1923), Op. 23
- Serenade for Flute, Harp and Strings (1946), Op. 35
- Pastorale for Oboe and Piano (1949), reorchestrated as alternative Pastorale for Oboe, Harp and Strings (1950), both Op. 38
- Fantasy Variations on a Theme of Youth (1951)
- Elegy for Viola and String Quartet (1966)

### Teclat
- Poèmes érotiques, Op. 9
- Sonata in A Minor, Op. 11
- Three Miniatures for Piano, Op. 12
- Symphonic Rhapsody, Op. 14
- Three Etudes, Op. 18
- Two Yuletide Pieces, Op. 19

### Teoria de la música
Harmonic Materials of Modern Music (1960), Irvington.

## Discografia
- A l'etiqueta Mercury hi ha disponible una recopilació de Howard Hanson dirigint la Eastman Philharmonia amb les seves simfonies, concerts per a piano, etc. També hi ha disponible un conjunt complementari de Mercury, una recopilació de Hanson que dirigeix obres americanes menys conegudes.
- La seva Simfonia núm. 2 és probablement la seva obra més gravada. A més de l'enregistrament del mateix compositor, també són populars els d'⁣Erich Kunzel, Leonard Slatkin i Gerard Schwarz. A més, l'⁣Interlochen Center for the Arts utilitza part d'aquesta simfonia com a tema (vegeu l'explicació detallada anterior).
- Naxos Records va publicar un enregistrament de l'estrena mundial del 1934 de Merry Mount el 1999. Per motius de drets d'autor, no es va fer disponible als Estats Units.

Els enregistraments de Howard Hanson dirigint les seves pròpies composicions amb l'Orquestra Eastman-Rochester inclouen:
 

## Alumnes destacats
Durant els seus quaranta anys de mandat com a director de l'Eastman School of Music, Howard Hanson també va exercir com a membre de la facultat de Composició. Diversos dels seus estudiants van guanyar el Premi Pulitzer de Música, entre ells: Dominick Argento, John La Montaine i Robert Ward. A més, diversos dels seus estudiants van gaudir d'un ampli reconeixement com a compositors, com ara: Wayne Barlow, Jack Beeson, William Bergsma, Ulysses Kay, Kent Kennan , Peter Mennin, Louis Mennini, W. Francis McBeth, Gardner Read i Margaret Vardell Sandresky.